# Ветряные мельницы Корву
Ветряные мельницы Корву (порт. Moinhos de vento do Corvo) — одна из достопримечательностей острова.
Ветряные мельницы расположены в южной части острова рядом с аэропортом и маяком на мысе Понта-Негра.
Подобные мельницы типичны для южной Португалии и Мадейры. Они каменные, имеют вид усечённого конуса. Две ветряные мельницы оштукатурены и побелены. Мельницы установлены на приподнятом круглом основании. Входная дверь приподнята относительно основания. Доступ к ней осуществляется по лестнице с симметричными сходящимися маршами.
Строительство ветряных мельниц на Корву датируется концом XIX века — началом XX века. Из семи построенных мельниц к концу XX века сохранилось три, в достаточно хорошем состоянии. В 1997 году они попали под защиту согласно Резолюции № 69/97 от 10 апреля Регионального правительства Азорских островов, став частью исторического и религиозного наследия острова Корву.
В начале XXI века для привлечения туристов на остров в восстановление трёх мельниц было вложено около 100 тыс. евро. В 2012 году было вложено ещё 38 тыс. евро.

## Галерея

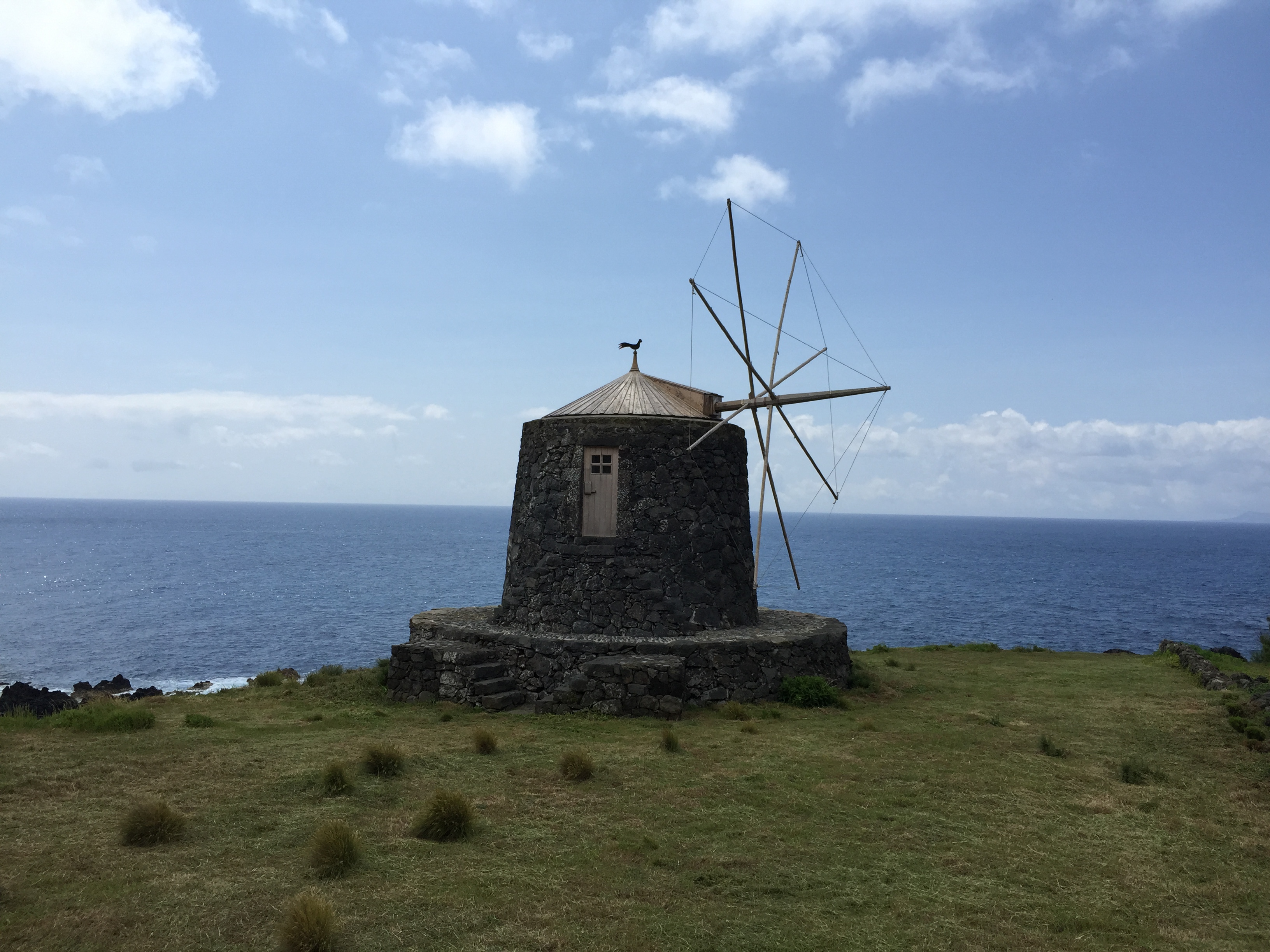
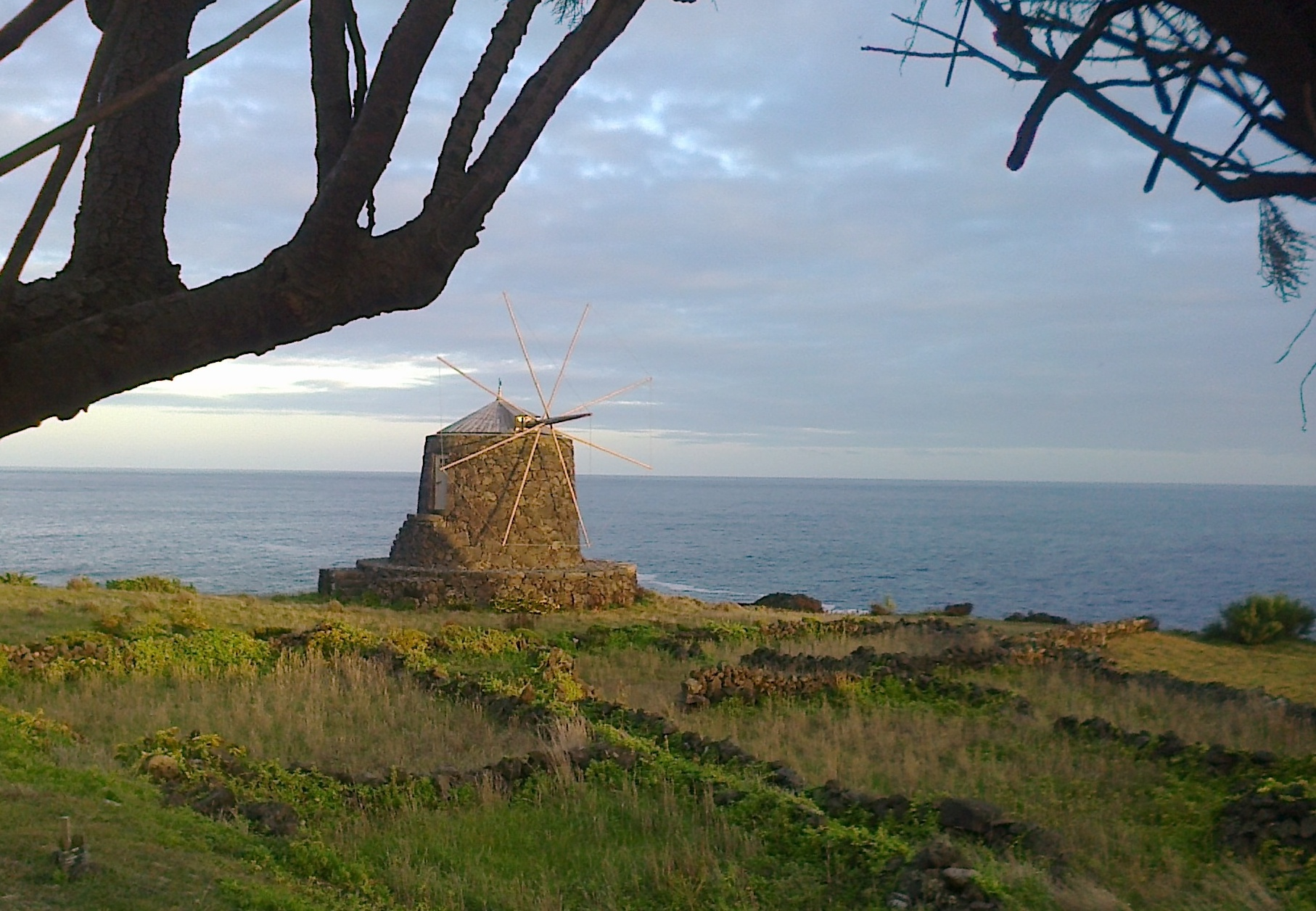
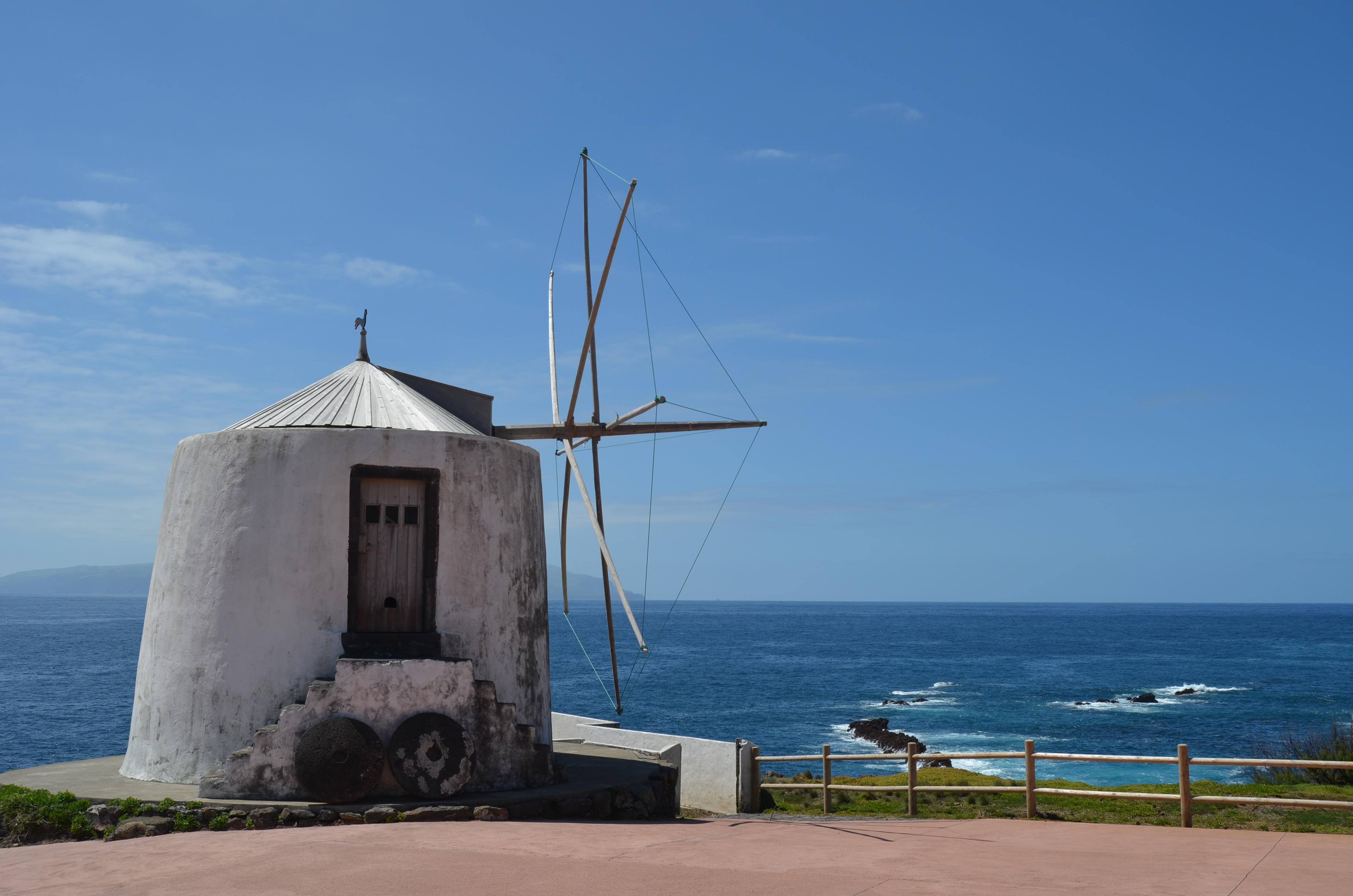
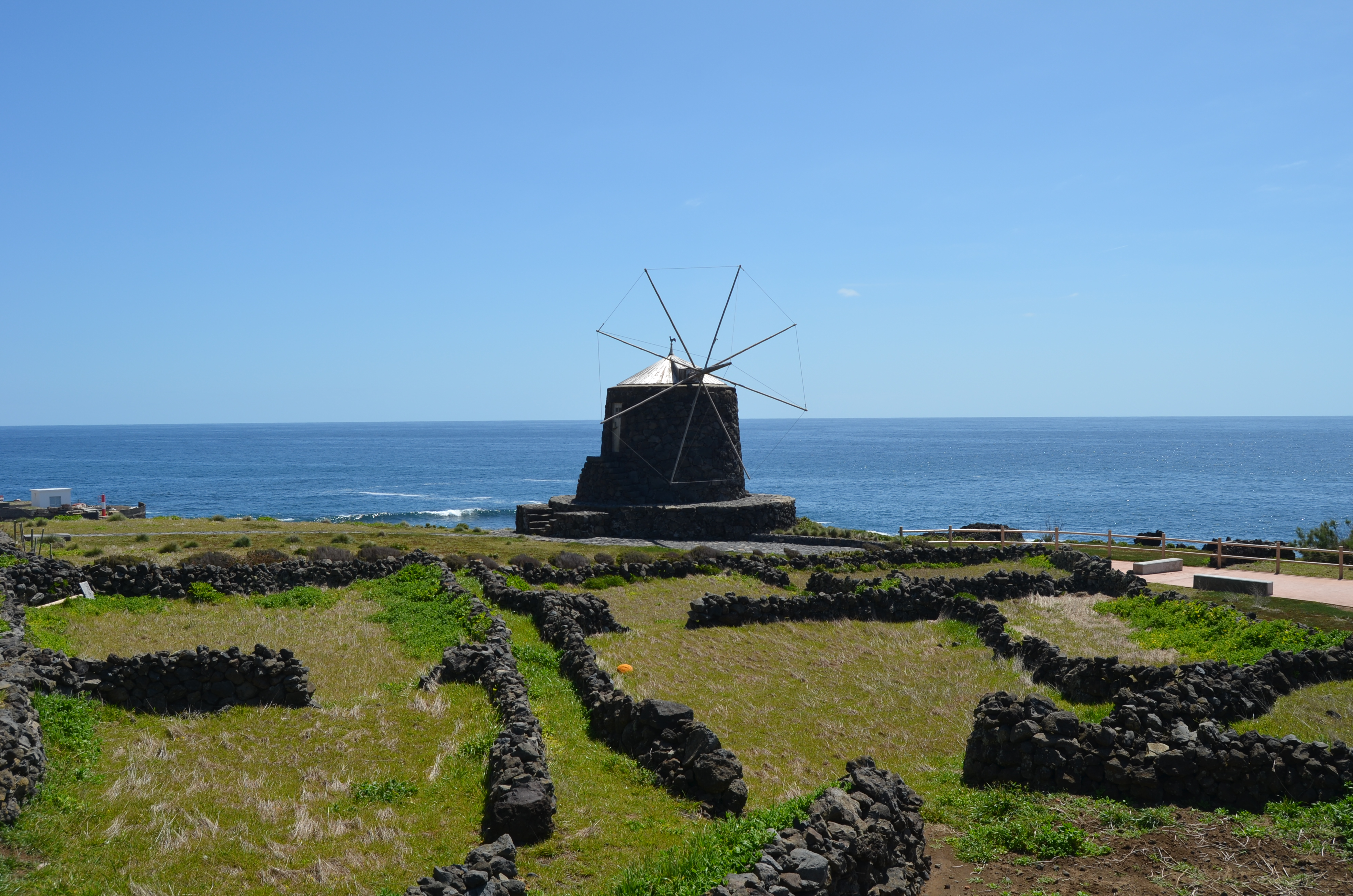